# Теория (логика)
В логике теория — это множество формул некоторого языка.
Как правило, интерес представляют лишь теории, содержащие некоторый минимальный набор формул (аксиом) и замкнутые относительно некоторых правил вывода, специфических для языка.
Термин теория чаще всего употребляется в контексте логики первого порядка, хотя он используется также и для неклассических логик. В контексте модальной логики для аналогичного понятия используются термины модальная логика и нормальная модальная логика (см. статью модальная логика).
Теории логики первого порядка состоят из замкнутых формул.
С точки зрения теории моделей, теория объект чисто семантический, это некий инвариант модели или класс моделей. С другой стороны, аксиоматизация является компактным представленим теории с помощью различных синтаксических механизмов, таких как аксиомы и правила вывода.
Формулы, принадлежащие теории, называются её теоремами.

## Полнота
Теория называется непротиворечивой, если она не совпадает со множеством всех формул.
Теория {\displaystyle T} называется полной, если для любой формулы {\displaystyle \varphi } либо {\displaystyle \varphi \in T}, либо {\displaystyle \neg \varphi \in T}.
Каждая модель первого порядка данной сигнатуры {\displaystyle S} естественным образом порождает полную теорию:
{\displaystyle Th({\mathfrak {M}})=\{\varphi \in L(S)\mid {\mathfrak {M}}\models \varphi \}}
(где {\displaystyle L(S)} означает язык первого порядка для сигнатуры {\displaystyle S}).

## Разрешимость
Теория называется разрешимой, если задача определения принадлежности данной формулы к этой теории является алгоритмичечски разрешимой. 
Эквивалентное определение: теория называется разрешимой, если множество Гёделевых номеров формул теории является рекурсивным.